# Bahama Mama (Schiff)
Die Bahama Mama ist eine Ro-Pax-Fähre der spanischen Reederei Baleària Eurolineas Marítimas.

## Geschichte
Das Schiff wurde unter der Baunummer 1662 auf der Werft Hijos de J. Barreras in Vigo für die Reederei Baleària Eurolineas Marítimas gebaut. Die Kiellegung fand am 24. November 2008, der Stapellauf am 27. April 2009 statt. Die Fertigstellung des Schiffes erfolgte am 22. Dezember 2009. Der Bau der Fähre kostete 110 Mio. Euro. Das Schiff ist eine von vier Fähren eines mit „Baleària+“ bezeichneten Bauprogramms, die bei der Bauwerft für die Reederei Baleària bestellt worden waren.
Das Schiff wurde als SF Alhucemas unter der Flagge Maltas mit Heimathafen Valletta in Dienst gestellt. Es verkehrte ab Ende Januar 2010 von Barcelona bzw. Dénia zu den Baleareninseln Ibiza und Mallorca. Ab 2011 verkehrte es im Sommerhalbjahr zwischen Algeciras und Tanger-Med und im Winterhalbjahr von Barcelona bzw. Dénia nach Ibiza bzw. Mallorca. Ende 2012 wurde das Schiff unter die Flagge Spaniens gebracht. Von Ende Februar 2015 bis September 2015 fuhr das hierfür in Bahama Mama umbenannte Schiff vorübergehend für Balearia Caribbean zwischen Port Everglades im US-Bundesstaat Florida und Freeport auf den Bahamas. Mitte 2015 wurde es wieder nach Malta umgeflaggt, ab Mitte 2020 fuhr es erneut unter der Flagge Spaniens. Anfang 2023 wurde das Schiff nach Zypern umgeflaggt, Heimathafen wurde Limassol.
Das Schiff verkehrt zwischen Barcelona und der Baleareninsel Ibiza.

## Technische Daten und Ausstattung
Das Schiff wurde mit einem dieselmechanischen Antrieb gebaut. Es wurde von zwei Viertakt-Neunzylinder-Dieselmotoren des Motorenherstellers Caterpillar (Typ: MaK 9M43C) mit jeweils 9000 kW Leistung angetrieben. Im Winter 2019/2020 wurde der Antrieb umgebaut, um auch mit Flüssigerdgas betrieben werden zu können. Das Schiff wurde mit zwei Caterpillar-Dual-Fuel-Motoren (Typ: MaK 9M46DF) mit jeweils 8685 kW Leistung und zwei Flüssiggastanks ausgerüstet. Die beiden Tanks wurden im Achterschiffsbereich an Deck installiert. Die Motoren wirken über Untersetzungsgetriebe auf zwei Verstellpropeller. Die Reisegeschwindigkeit des Schiffes beträgt rund 21 kn. Das Schiff ist mit zwei elektrisch mit jeweils 1000 kW Leistung angetriebenen Bugstrahlrudern ausgestattet. Für die Stromerzeugung stehen zwei von den Hauptmotoren angetriebene Wellengeneratoren und drei von Caterpillar-Dieselmotoren (Typ: MaK 6M20C) mit jeweils 1100 kW Leistung angetriebene Generatoren zur Verfügung. Weiterhin wurde ein von einem Dieselmotor mit 280 kW Leistung angetriebener Notgenerator verbaut.
Die Fähre verfügt über drei Fahrzeugdecks. Auf dem Hauptdeck (Deck 3) befindet sich ein durchlaufendes Fahrzeugdeck. Dieses ist über eine Bug- und zwei Heckrampen zugänglich. Die Bugrampe befindet sich hinter einem seitlich zu öffnenden Bugvisier. Die lichte Höhe der Zufahrten beträgt 4,5 m. Oberhalb des Hauptdecks befindet sich ein weiteres festes Fahrzeugdeck (Deck 4). Dieses ist über zwei herunterklappbare, 37,5 m lange Rampen mit dem Hauptdeck verbunden. Oberhalb dieses Fahrzeugdecks ist auf einer Länge von rund 38 m ein höhenverstellbares, aus vier Modulen bestehendes Fahrzeugdeck eingehängt (Deck 5). Die verfügbare Fläche des höhenverstellbaren Fahrzeugdecks beträgt 745 m². Es kann mit 250 kg/m² belastet werden. Wenn das höhenverstellbare Fahrzeugdeck genutzt wird, beträgt die Höhe darunter 2,4 m und auf dem höhenverstellbaren Fahrzeugdeck 2,1 m.
Oberhalb der Fahrzeugdecks befinden sich drei weitere Decks, auf denen die Einrichtungen für die Passagiere und die Schiffsbesatzung untergebracht sind. Für die Passagiere stehen 56 Kabinen, 46 Vierbett-, zwei Dreibett- und acht Zweibettkabinen sowie Ruhesessel zur Verfügung. An Bord stehen unter anderem ein Schnellrestaurant und ein Kinderspielbereich sowie ein Pool auf dem Sonnendeck zur Verfügung.
Das Schiff ist mit zwei Flossenstabilisatoren ausgestattet. Die Reichweite des Schiffes beträgt rund 3000 Seemeilen, beim Betrieb mit Flüssiggas rund 750 Seemeilen.
Das Schiff ist für 1000 Personen, 966 Passagiere und 34 Besatzungsmitglieder, zugelassen. Es ist mit zwei Schiffsevakuierungssystemen und mehreren Rettungsbooten ausgerüstet.